# Hurchoci Wierch
Der Hurchoci Wierch ist ein Berg in den polnischen Orawicko-Witowskie Wierchy, einem Gebirgszug der Pogórze Spisko-Gubałowskie, mit 1164 Metern Höhe über Normalnull.

## Lage und Umgebung
Der Hurchoci Wierch liegt im Hauptkamm der Orawicko-Witowskie Wierchy. Östlich des Gipfels liegt der Gebirgsfluss Czarny Dunajec.

## Tourismus
Der Gipfel ist von allen umliegenden Ortschaften leicht erreichbar. Er liegt außerhalb des Tatra-Nationalparks.

### Routen zum Gipfel
Markierte Routen zum Gipfel führen von Witów:
- ▬ der schwarz markierte Kammweg von Witów über die Mnichówka auf den Gipfel und weiter auf die Magura Witowska.